# Năpădeni
Năpădeni è un comune della Moldavia situato nel distretto di Ungheni di 1.021 abitanti al censimento del 2004.